# Phragmipedium hirtzii
Phragmipedium hirtzii är en orkidéart som beskrevs av Dodson. Phragmipedium hirtzii ingår i släktet Phragmipedium och familjen orkidéer. Inga underarter finns listade i Catalogue of Life.